# 奴らに深き眠りを
『奴らに深き眠りを』（原題：Hoodlum）は、1997年製作のアメリカ合衆国の映画。日本では劇場未公開。原題の意味は「ならず者」。
“アフリカ系のゴッドファーザー”と呼ばれた伝説のギャング、エルズワース“バンピー”・ジョンソンの壮絶な生き方を、激しい抗争と共に描いたギャング・アクション映画。実在の人物が多数登場するが、一部はフィクションである。

## あらすじ
1934年、刑務所を出所後、故郷のニューヨーク・ハーレムに戻ってきたバンピー・ジョンソンは、ナンバー賭博を牛耳る“ハーレムの女王”ことステファニー・セント・クレアと手を組んだ。
だが、その利権に目を付けた悪名高いギャングのダッチ・シュルツが圧力を掛けてきた。バンピーは親友を殺されたのをきっかけに、暗黒街の犯罪王ラッキー・ルチアーノと組んで、ダッチ一味との全面抗争に突入していく。

## キャスト
※括弧内は日本語吹替（VHS版）
- エルズワース“バンピー”・ジョンソン - ローレンス・フィッシュバーン（玄田哲章）
- ダッチ・シュルツ - ティム・ロス（牛山茂）
- フランシーン・ヒューズ - ヴァネッサ・ウィリアムス（篠原恵美）
- ラッキー・ルチアーノ - アンディ・ガルシア（大塚芳忠）
- ステファニー・セント・クレア - シシリー・タイソン（宮寺智子）
- イリノイ・ゴードン - シャイ・マクブライド（荒川太朗）
- バブ・ヒューレット - クラレンス・ウィリアムズ3世（青山穣）
- フォーリー警部 - リチャード・ブラッドフォード（宝亀克寿）
- トマス・E・デューイ - ウィリアム・アザートン（仲野裕）
- ピッグフット・メアリー - ロレッタ・デヴァイン
- スリー - クィーン・ラティファ
- ルル・ローゼンクランツ - エド・オロス
- アルバート - マイク・スター（中田和宏）